# Sinopoda shennonga
Sinopoda shennonga là một loài nhện trong họ Sparassidae. S. shennonga được miêu tả năm 1996 bởi Peng, Chang-Min Yin & Joo-Pil Kim.